# کالمان میکسات
کالمان میکسات (مجاری: Kálmán Mikszáth؛ ۱۶ ژانویهٔ ۱۸۴۷ – ۲۸ مهٔ ۱۹۱۰) یک نویسنده، رمان‌نویس، روزنامه‌نگار، و سیاستمدار اهل مجارستان بود.
از جمله آثار مشهور او رمان چتر سنت پیتر اشاره کرد که در سال ۱۸۹۵ منتشر شد. تئودور روزولت آنچنان از این رمان خوشش آمد که طی سفرهای اروپایی‌اش در سال ۱۹۱۰ میلادی، کالمان میکسات را ملاقات کرد تا مراتب تحسین و تمجید خود را ابراز دارد.